# Bangar (La Union)
Bangar é um município de  terceira classe de renda municipal (d) na província La Union, nas Filipinas. De acordo com o censo de 1 de maio  de  2020 possui uma população de 38 041 pessoas e 9 485 domicílios.